# Бейбарс II Джашангир
аль-Малик аль-Музаффар Рукн ад-Дин Бейбарс аль-Джашангир (или аль-Джахангир), также известный как Бейбарс II (араб. الملك المظفر ركن الدين بيبرس الجاشنكير‎; ум. 1310) — мамлюкский султан из династии Бахритов, правивший в 1309 году. Бейбарс был рабом у султана Калауна, который заметил его способности и дал ему высокое служебное положение.
В 1309 году султан ан-Насир Мухаммад отпросился у своих «опекунов» для совершения хаджа, однако вместо этого заперся в крепости Карак и отрёкся от престола. Мамлюки избрали новым султаном Бейбарса, однако вся Сирия не признала его и продолжала подчиняться Мухаммаду. Вскоре Бейбарс II покинул Каир, а Мухаммад в третий раз взошел на престол. Бейбарс и поддержавший его Салар были схвачены и казнены. После смерти Бейбарса Бурджитские мамлюки подверглись репрессиям, а их корпус на несколько десятилетий потерял своё значение.